# Vadym Hetman
Vadym Petrovytch Hetman (en ukrainien : Вадим Петрович Гетьман ; né le 12 juillet 1935 - mort le 22 avril 1998) est un banquier, économiste et homme politique ukrainien. Il a été gouverneur de la Banque nationale d'Ukraine de 1992 à 1993, avant d'être assassiné en 1998.

## Biographie

### Les débuts
Vadym Hetman naît en 1935, dans le village de Orzhytsia, situé dans l'oblast de Poltava.
En 1956, il sort diplôme de l'Institut économique et financier de Kiev, avant de travailler dans plusieurs institutions financières dans l'oblast de Zaporijia. En 1975, il est nommé premier vice-président du comité gouvernemental de RSS d'Ukraine chargé des prix. En 1987, il prend la tête de la banque agricole et industrielle de RSS d'Ukraine (devenue depuis 1990, la banque « Ukraine »).

### Banquier et homme politique
Le 24 mars 1992, Vadym Hetman est nommé gouverneur de la Banque nationale d'Ukraine par le Parlement. Il supervise les premières réformes monétaires de l'Ukraine indépendante, et ce jusqu'en 1993, où il démissionne de son poste. Il continue cependant à entretenir des liens avec son successeur à la tête de la Banque nationale, Viktor Iouchtchenko. C'est la signature de Hetman qui apparaît sur les premiers billets de hryvnias, monnaie de l'Ukraine, alors qu'ils ne sont émis qu'en septembre 1996.
Hetman est également député à la Verkhovna Rada de 1990 à 1998. Pour sa deuxième mandat de député dans la circonscription de Talne (oblast de Tcherkassy, en 1994, il est un candidat indépendant. Il obtient 50,97 % des suffrages dès le premier tour de scrutin.
En 1998, il se présente pour un troisième mandat, mais ne parvient pas à être réélu, obtenant seulement 21,85 % des voix, à 3,87 % de la victoire. Son adversaire était le premier vice-ministre de l'Information, Mykhailo Onofryichuk.
Il se serait par ailleurs plaint auprès du président Leonid Koutchma d'irrégularités dans les votes au sein même du Parlement.

### Assassinat
Le 22 avril 1998, Vadym Hetman est abattu dans l'ascenseur de son immeuble à Kiev, sans doute par un tueur professionnel. Hetman est enterré au cimetière Baïkov à Kiev.
Le principal suspect de l'assassinat, Serhiy Kuliov, âgé de 29 ans et membre du clan « Bandy Kushnera » du Donbass, n'est retrouvé qu'en 2002. Il est condamné à la prison à vie en avril 2003. Le bureau du Procureur général d'Ukraine a affirmé que l'assassinat de Hetman avait été commandité par l'ancien premier ministre Pavlo Lazarenko.
Malgré le verdict du tribunal de Luhansk, l'affaire est encore trouble. En août 2005, les médias ont rapporté que le coupable avait fait appel auprès de la Cour suprême, car il aurait été forcé à faire de faux aveux. Son avocat affirmera publiquement que l'affaire a été montée de toutes pièces. La mort de Hetman pourrait être la conséquence de rivalités politiques et financières, en lien avec la privatisation de grandes entreprises, ou encore un « avertissement » lancé par le pouvoir en place aux démocrates avant l'élection présidentielle ukrainienne de 1999.

## Commémoration
Le 11 juillet 2005, par décret présidentiel de Viktor Iouchtchenko, Vadym Hetman reçoit à titre posthume la décoration de Héros d'Ukraine, plus haut titre honorifique du pays,. Le lendemain, une plaque commémorative est apposée sur l'immeuble où il vivait et a été assassiné.
En 2005, l'Université nationale d'économie de Kiev, où a étudié Hetman dans les années 1950, est rebaptisée en son honneur. Le 19 avril 2006, la rue Industrielle de Kiev est aussi rebaptisée. Une régate, créée en 2000 à l'initiative d'amis de Hetman, porte également son nom.